# Percival Pembroke
Percival Pembroke var ett brittiskt tvåmotorigt transportflygplan tillverkat av Percival Aircraft, senare Hunting Aircraft. 
Flygplanet fanns även inom det svenska Flygvapnet och benämndes Tp 83. Flygplanet nyttjades som transportflygplan, men även till utbildning av flygnavigatörer. Två stycken målades om 1971 för VIP-transporter.

## Utställnings- och museiflygplan

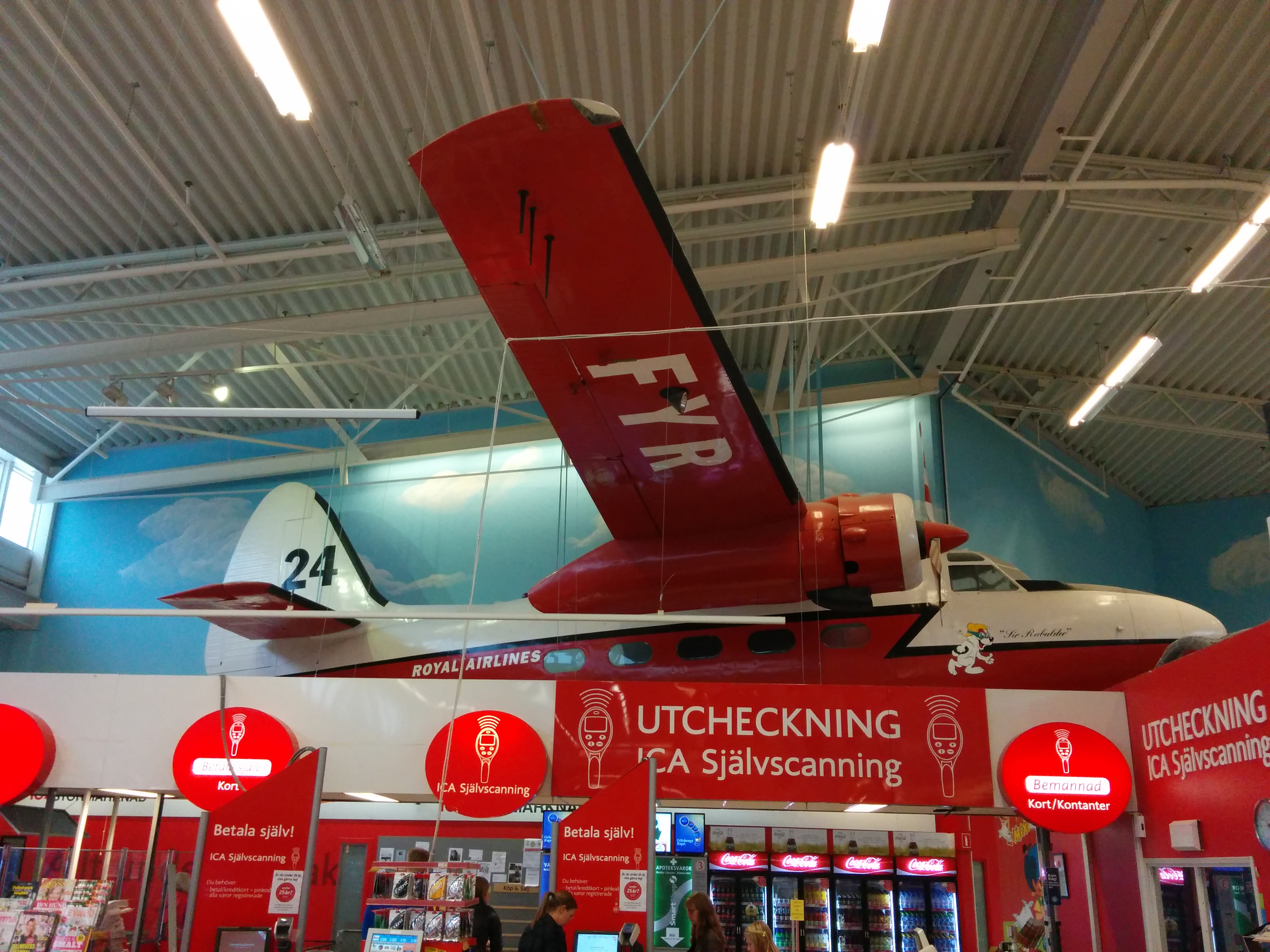
En Percival Pembroke utställd i ICA Maxi, Eurostop, Arlandastad.